# ザ・リクエスト
『ザ・リクエスト』は、1985年10月から1986年3月までSTVラジオ（当時は札幌テレビ放送ラジオ局）で放送されていたラジオ番組。

## 放送時間
毎週月曜日から金曜日まで20:00から放送開始。土曜日には、ザ・リクエスト・スペシャルと題した番組があった。

## パーソナリティ
パーソナリティは、溝渕を除き、すべて当時のSTVアナウンサーである。
月～水
- 明石英一郎
- 山上淳子

木・金
- 千秋幸雄
- 高野美佐

土
- 明石英一郎
- 千秋幸雄
- 溝渕信

## リポーター(出前リクエスト)
リポーターはすべてその年の新人STVアナウンサーである。
- 森中慎也
- 清水大輔

## 放送内容
基本は視聴者からのリクエストを放送する番組である。出前リクエストとして番組の開始直後にリポーターがいる場所を告知し、そこに最初に到着した聴取者のリクエストを受け付けるコーナーがあった。土曜日は特にふざけており、『まんが日本昔ばなし』（毎日放送）のテーマソングを「坊や～よい子だ『金出しな』、い～まも昔も『金次第』」と一部をパーソナリティの二人が被せて歌ったジングルを使うこともった。